# Maître des Délices
 (février 2021).
Le contenu est difficilement compréhensible vu les erreurs de traduction, qui sont peut-être dues à l'utilisation d'un logiciel de traduction automatique.

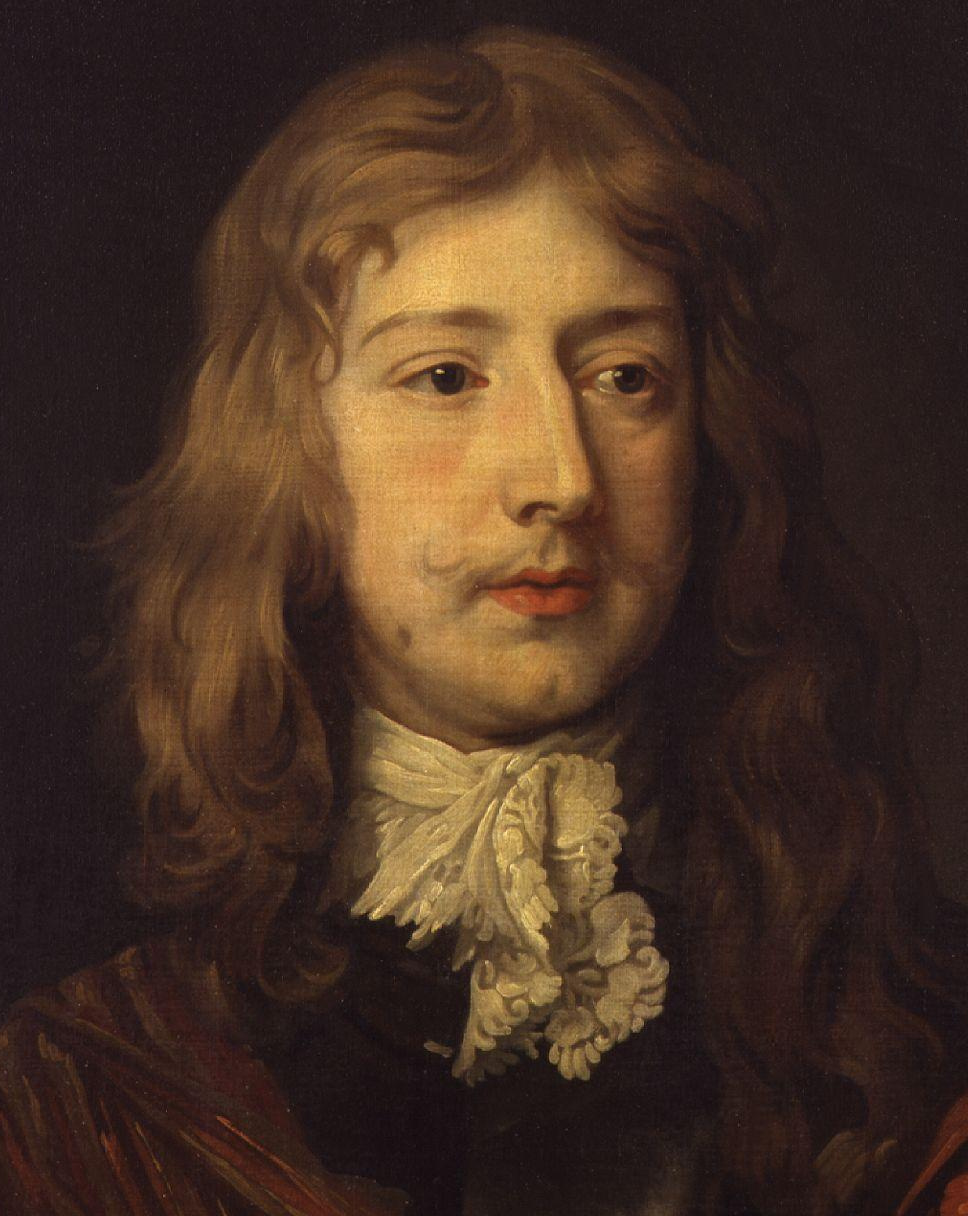
Thomas Killigrew, Maître des Délices de 1673 à 1677, par Sir Anthony Van Dyck.

Le titre de Maître des Délices (en anglais: Master of the Revels) était donné au responsable du Bureau des Délices (« Revels Office » ou « Office of the Revels » en anglais) au sein des cours anglaises puis britanniques. Le Maître des Délices était un officier sous la supervision du Lord Chamberlain. À l'origine, il était chargé d'organiser les festivités de la cour, connues sous le nom de revels (festivités/délices en français). Il devint plus tard également responsable de la censure des pièces de théâtre, jusqu'à ce que cette attribution revienne au Lord Chamberlain en 1624. Cependant, Henry Herbert, alors porteur du titre de Maître des Délices et plus tard de celui de Maître, continua à assurer la censure au nom du Lord Chamberlain. Cette délégation fut effective jusqu'à la guerre civile anglaise de 1642 : les pièces de théâtre furent alors tout simplement interdites. La fonction de Maître des Délices perdura quasiment jusqu'à la fin du XVIIIe siècle, bien que réduite.

## Histoire
Le Bureau des Délices eut un rôle influent dans l'histoire du théâtre anglais. Parmi les dépenses de la famille royale Wardrobe, il est possible de retrouver des traces de dépenses pour tunicae et viseres (chemises et chapeaux) en 1347 pour le ludi de Noël (pièces de théâtre interprétées à Noël) d'Édouard III. Sous le règne du roi Henri VII, il existe aussi des traces de paiement enregistrées pour diverses formes de festivités à la cour. Il était alors devenu commun de nommer un fonctionnaire, appelé Maître des Délices, pour organiser et superviser les festivités royales. A noter que ce rôle était distinct de celui du « Prince des sots » qui existait déjà à l'époque.
À la cour d'Henri VIII, le poste prit progressivement de l'importance à la suite de l'augmentation du nombre de spectacles, de pièces de théâtre et de bals masqués. Pour soutenir cette demande croissante, un officier était employé à temps plein pour le compte du Maître des Délices. Sous Elisabeth I, le Bureau des Délices augmenta en taille au point d'être par la suite divisé en plusieurs entités. EN 1534, Jon Fayrlon devint « Yeoman of the Revels », ce qui peut être considéré comme une première fonction indépendante du Bureau des Délices. Lorsque Thomas Cawarden devint en 1544 le Maître des Délices et des Tentes (en anglais : « Master of Revels and Tents »), il fut officiellement le premier à diriger un bureau indépendant. La fonction de Maître des Délices se recentra alors sur le divertissement royal. L'un de ses rôles était d'auditionner des comédiens et des troupes pour qu'ils se produisent devant le monarque et sa cour. Il était également chargé des questions de santé publique et veillait à ce que les troupes cessent leurs activités pendant les périodes de peste. Il s'assurait également des fermetures pour motif religieux, comme pendant le carême. Chaque Maître des Délices tenait un registre officiel qui servait à y lister toutes les transactions. Cela incluait les achats et les préparatifs pour chaque spectacle.
Après la dissolution des monastères, les prieurés devinrent des biens de l'état susceptible d'accueillir des bureaux de la maison royale. Peu de temps après la nomination de Cawarden, son bureau et ses magasins furent transférés dans un monastère dominicain à Blackfriars. Le bureau du Maître des Délices était précédemment situé à l'auberge Warwick, puis à la Chartreuse de Londres, puis au prieuré de Saint-Jean de Jérusalem situé à Clerkenwell, et il y retourna après la mort de Cawarden en 1559. Cawarden vivait à Loseley Park, près de Guildford, où ses papiers officiels étaient conservés. Thomas Benger succéda à Cawarden, suivi de Thomas Blagrave (1573-79), puis d'Edmund Tylney (1579 – 1610). Sous Tylney, les fonctions de Maître des Délices ont progressivement reçu de nouvelles prérogatives. Son bureau acquit le pouvoir légal de censurer et de contrôler les représentations théâtrales dans tout le pays. Ces nouveaux pouvoirs sont concomitants de l'apparition de théâtres pour adultes à Londres. Chaque troupe itinérante devait soumettre un manuscrit au bureau du Maître des Délices correspondant à une pièce jouée. Ce dernier lisait le manuscrit et pouvait assister aux répétitions. Une fois la pièce approuvée, il signait la dernière page du manuscrit. Celui-ci attestait de l'approbation d'une pièce par le Maître des Délices et était donc précieux pour les troupes. Lorsqu'elles voyageaient pour jouer une pièce dans le pays, elles devaient conserver une copie sous licence de son manuscrit. Des frais de licence étaient par ailleurs facturés par le bureau du Maître des Délices pour l'approbation des pièces.
Le pouvoir légal de censurer s'accompagna du pouvoir de punir les dramaturges, les comédiens et les troupes qui publiaient ou interprétaient des œuvres à caractère subversif. Le Maître des Délices avait le pouvoir d'emprisonner, de torturer ou même de mutiler ceux associés à des productions théâtrales dissidentes ou désapprouvées. En 1640, William Beeston fut par exemple emprisonné pour avoir soutenu la représentation d'une pièce sans l'approbation et la censure de Henry Herbert, alors Maître des Délices.
À l'apogée du pouvoir du Maître des Délices, ce dernier avait pleine autorité pour approuver et censurer les pièces de théâtre ainsi que toute publication ou impression dans tout le pays. Il avait également le pouvoir de délivrer des brevets royaux pour les nouvelles troupes de théâtre et d'approuver la construction de leurs salles de spectacle. Le Maître des Délices était en mesure de percevoir de l'argent non seulement grâce à l'approbation des livres et des pièces de théâtre, mais également à travers des allocations annuelles payées par les troupes pour obtenir le droit de maintenir ouvertes leurs salles de spectacle.
Sous Tylney, les fonctions de Maître des Délices se sont progressivement étendues à une censure générale de la scène,. En 1624, le Bureau des Délices fut placé directement entre les mains du Lord Chamberlain, ce qui se traduisit par le Licensing Act de 1737. Le rôle fut alors pris en charge par l'Examinateur de la Scène (« Examiner of the Stage » en anglais), un fonctionnaire du Lord Chamberlain. Cette fonction ne fut supprimée qu'en 1968. En outre, à la fin du mandat de Tylney, le pouvoir du Bureau des Délices d'autoriser des pièces de théâtre pour représentation dans la ville de Londres était clairement établi. Tylney fut remplacé par George Buck. Buck obtint la charge en 1597, ce qui déplut au dramaturge John Lyly qui s'attendait à être nommé à cette fonction. John Astley prit la suite de Buck. Ce dernier vendit rapidement son droit d'émettre des licences pour les pièces de théâtre à son adjoint, Henry Herbert, qui devint Maître en 1641.
Pour l'étude du théâtre de la Renaissance anglaise, les comptes du Bureau des Délices constituent l'une des deux sources principales d'informations sur les époques Tudor et Stuart (l'autre étant le Registre de la Compagnie des Papeteries). Dans les comptes rendus, les chercheurs y trouvent des faits, des dates et d'autres données disponibles nulle part ailleurs. Un catalogue de la collection de la librairie Folger Shakespeare, basé sur les papiers de Thomas Cawarden est disponible en ligne. D'autres articles peuvent être étudiés au Public Record Office à Kew ou au Surrey Record Office.
Avec le déclenchement de la guerre civile anglaise en 1642, les pièces de théâtre furent interdites. Elles ne furent ré-autorisées qu'à la restauration, en 1660.

## Le Bureau des Délices
En 1608, Edmund Tylney écrivit un mémorandum sur ce bureau qui donne une idée de son fonctionnement :
« "…consisteth of a wardrobe and other several [i.e. separate] rooms for artificers to work in (viz. tailors, embroiderers, property makers, painters, wire-drawers and carpenters), together with a convenient place for the rehearsals and setting forth of plays and other shows…" »
— Edmund Tylney, Halliday, p. 409; spellings modernized.

« [Le Bureau] consistait en une garde-robe et en plusieurs autres salles réservées au travail des artisans (tailleurs, brodeurs, fabricants, métallurgistes et charpentiers), ainsi qu'une pièce bien pratique pour les répétitions, les expositions et les autres spectacles »
— Halliday, p. 409; spellings modernized.
Tylney ajouta aussi que le bureau fournissait une maison pour le maître et sa famille, et d'autres résidences pour certains membres du personnel du bureau, si cela était spécifié dans les lettres patentes associées à leurs fonctions.
Dans l'année où ce document fut écrit, le Bureau des Délices avait déménagé dans le quartier de Whitefriars à l'extérieur du mur ouest de la ville de Londres. Tout au long de son existence, il était situé dans plusieurs autres endroits de la ville, y compris le quartier de Blackfriars.
Selon Thomas Blount dans son dictionnaire de 1656 Glossographia, l'origine du mot « Revels » (Délices en français) provient du mot français « réveiller ». Il poursuit en définissant « Revels » comme :
« "Sports of Dancing, Masking, Comedies, and such like, used formerly in the Kings House, the Inns of Court, or in the Houses of other great personages; And are so called, because they are most used by night, when otherwise men commonly sleep." »
— Edmund Tylney, http://www.pbm.com/~lindahl/articles/dance_em_dict.html Dance in Early Dictionaries

« Des sports de danse, de masque, de comédie et autres, produits formellement dans la Maison du Roi, dans les auberges de la Cour, ou dans les Maisons d'autres grands personnages; ils se nomment ainsi, parce qu'ils se tiennent majoritairement de nuit, tandis que d'habitude les hommes dorment. »
— http://www.pbm.com/~lindahl/articles/dance_em_dict.html Dance in Early Dictionaries

## Maîtres des Délices
- Walter Halliday (1461–83)
- Thomas Cawarden (1544–1559)
- Thomas Benger (1560–72)
- Thomas Blagrave (1573–79)
- Edmund Tylney (1579–1610)
- George Buck (1610–1622)
- John Astley (1622-1640)
- Henry Herbert (1640–73, de facto à partir de 1623)
- Thomas Killigrew (1673-1677)
- Charles Killigrew (1677–1725)
- Francis Henry Lee (1725-1731)
- Charles Henry Lee (1725-1744)
- Solomon Dayrolles (1744–86)

## Maîtres des Délices (Irlande)
- John Ogilby (1637–) (premier maître irlandais des révoltes)
- Joseph Ashbury (1682–)
- Thomas Griffith (1721-1729)
- Edward Hopkins (1722-1736)

## Voir également
- Artistes de la cour des Tudor
- Serjeant Painter